# Emanuel Cuello
Emanuel Cuello, vollständiger Name Carlos Emanuel Cuello Azambuya, (* 15. August 1994 in Montevideo) ist ein uruguayischer Fußballspieler.

## Karriere
Der 1,82 Meter große Defensiv- bzw. Mittelfeldakteur Cuello steht mindestens seit der Saison 2011/12 im Kader der Rampla Juniors. Zu einem Ligaeinsatz kam er in jener Spielzeit allerdings nicht. In der Saison 2013/14 lief er 14-mal in der Segunda División auf. Ein Tor erzielte er nicht. Sein Verein stieg am Saisonende in die Primera División auf. In der Spielzeit 2014/15 wurde er 17-mal (kein Tor) in der höchsten uruguayischen Spielklasse eingesetzt. Nach dem Abstieg am Saisonende lief er in der folgenden Zweitligaspielzeit 2015/16 in fünf Ligaspielen (kein Tor) auf und kehrte mit dem Klub ins uruguayische Fußballoberhaus zurück. Während der Saison 2016 kam er in zehn Erstligaspielen (kein Tor) zum Einsatz. Mitte Januar 2017 wechselte er innerhalb der Liga zu Juventud.